# Otto Krook
Otto Daniel Krook, född 31 mars 1870 i Frillestads församling, Malmöhus län, död 6 december 1957, var en svensk häradshövding.
Krook, som var son till överstelöjtnant Carl Fredrik Krook och Augusta Dreilick, avlade mogenhetsexamen i Helsingborg 1889 och avlade hovrättsexamen 1894. Han blev extra ordinarie notarie i Svea hovrätt 1894, extra ordinarie tjänsteman i Sveriges riksbank 1896, var tillförordnad ombudsman vid avdelningskontoret i Örebro 1897–1908. Han tjänstgjorde från 1894 även i olika domsagor, blev adjungerad ledamot i Svea hovrätt 1910 samt var häradshövding i Piteå domsaga 1912–1920 och innehade motsvarande befattning i Gästriklands östra domsaga 1921–1940.